# Cuscuta legitima
Cuscuta legitima är en vindeväxtart som beskrevs av Costea och Stefanovic. Cuscuta legitima ingår i släktet snärjor, och familjen vindeväxter. Inga underarter finns listade i Catalogue of Life.